# Formule Super Vee
Ne doit pas être confondue avec la Formule Vee (sigle : FV).
Extrapolation de la Formule Vee des années 60, la Formule Super Vee (sigle : FSV) était une catégorie de monoplaces de course plus sophistiquées, empruntant obligatoirement divers éléments mécaniques Volkswagen de série.

## Description
- Moteur :
- Refroidissement :
- Carburation :
- Transmission :
- Distribution :
- Freins :
- Roues : 6" X 13"
- Pneumatiques :
- Direction : crémaillère
- Suspension : libre, avant et arrière
- Poids : 825 livres à sec, sans pilote
- Capacité du réservoir à carburant : libre
- Construction : châssis tubulaire, font plat

## Championnats

### SCCA Super Vee (États-Unis)
| Saison | Pilote                  | Chassis             |
| ------ | ----------------------- | ------------------- |
| 1971   | Bill Scott              | Royale RP9          |
| 1972   | Bill Scott              | Royale RP14         |
| 1973   | Bertil Roos             | Tui BH3             |
| 1974   | Elliott Forbes-Robinson | Lola T320           |
| 1975   | Eddie Miller (en)       | Lola T324           |
| 1976   | Tom Bagley              | Zink Z11            |
| 1977   | Bob Lazier              | Lola T324           |
| 1978   | Bill Alsup              | Argo JM2            |
| 1979   | Geoff Brabham           | Ralt RT1            |
| 1980   | Peter Kuhn              | Ralt RT1/RT5        |
| 1981   | Al Unser Jr.            | Ralt RT5            |
| 1982   | Michael Andretti        | Ralt RT5            |
| 1983   | Ed Pimm                 | Anson SA4           |
| 1984   | Arie Luyendyk           | Ralt RT5            |
| 1985   | Ken Johnson             | Ralt RT5            |
| 1986   | Didier Theys            | Martini MK-47/MK-50 |
| 1987   | Scott Atchison          | Ralt RT5            |
| 1988   | Ken Murillo             | Ralt RT5            |
| 1989   | Mark Smith (en)         | Ralt RT5            |
| 1990   | Stuart Crow             | Ralt RT5            |

### USAC Mini-Indy (États-Unis)
| Saison | Pilote           | Chassis       |
| ------ | ---------------- | ------------- |
| 19771  | Tom Bagley       | Zink (en) Z11 |
| 19771  | Herm Johnson     | Lola T324     |
| 1978   | Bill Alsup       | Argo JM2      |
| 1979   | Dennis Firestone | March         |
| 1980   | Peter Kuhn       | Ralt RT1/RT5  |

1Bagley et Johnson furent déclarés co-champions.

### Super Vau GTX (Allemagne)

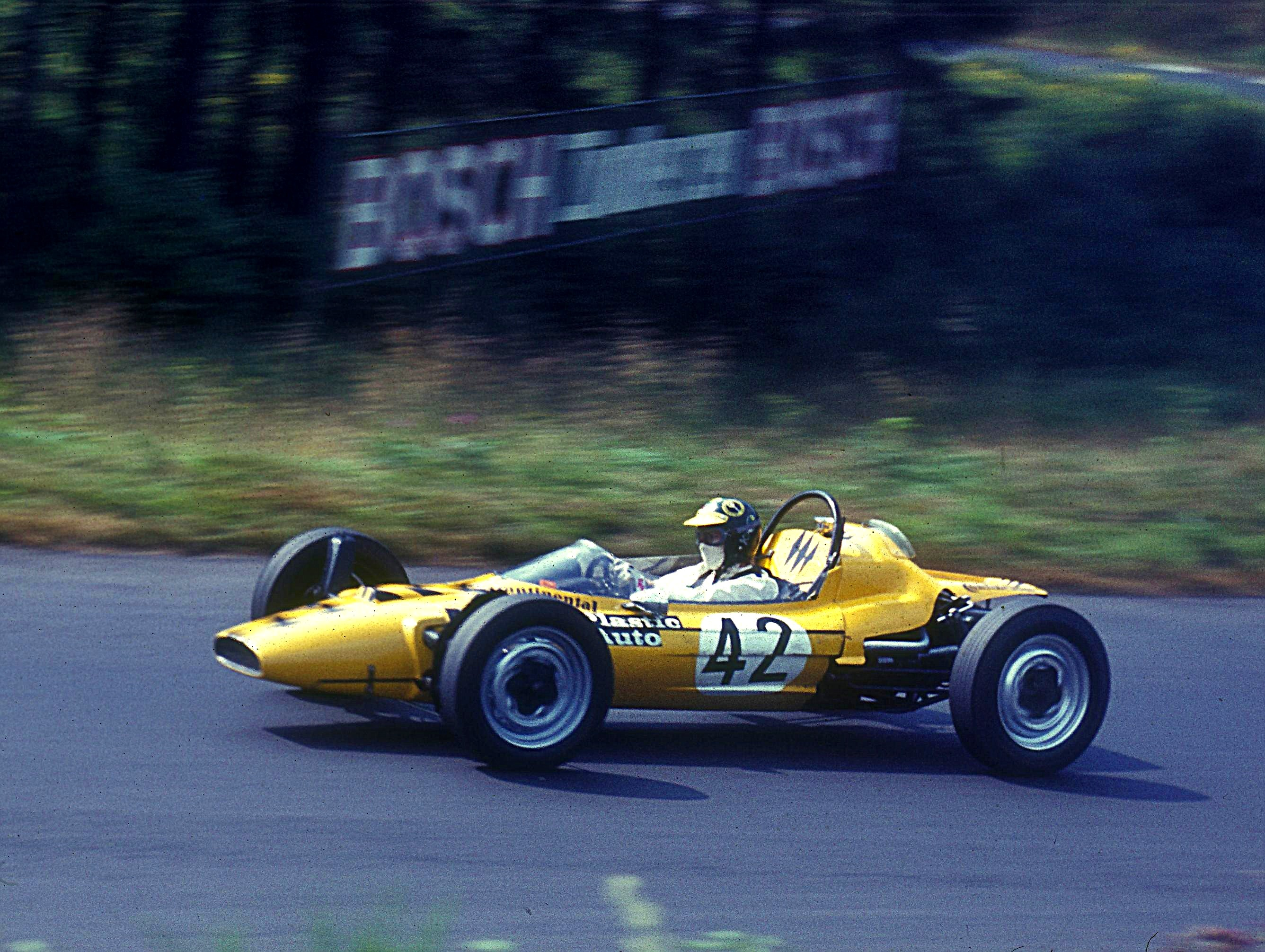
Nürburgring 1969.

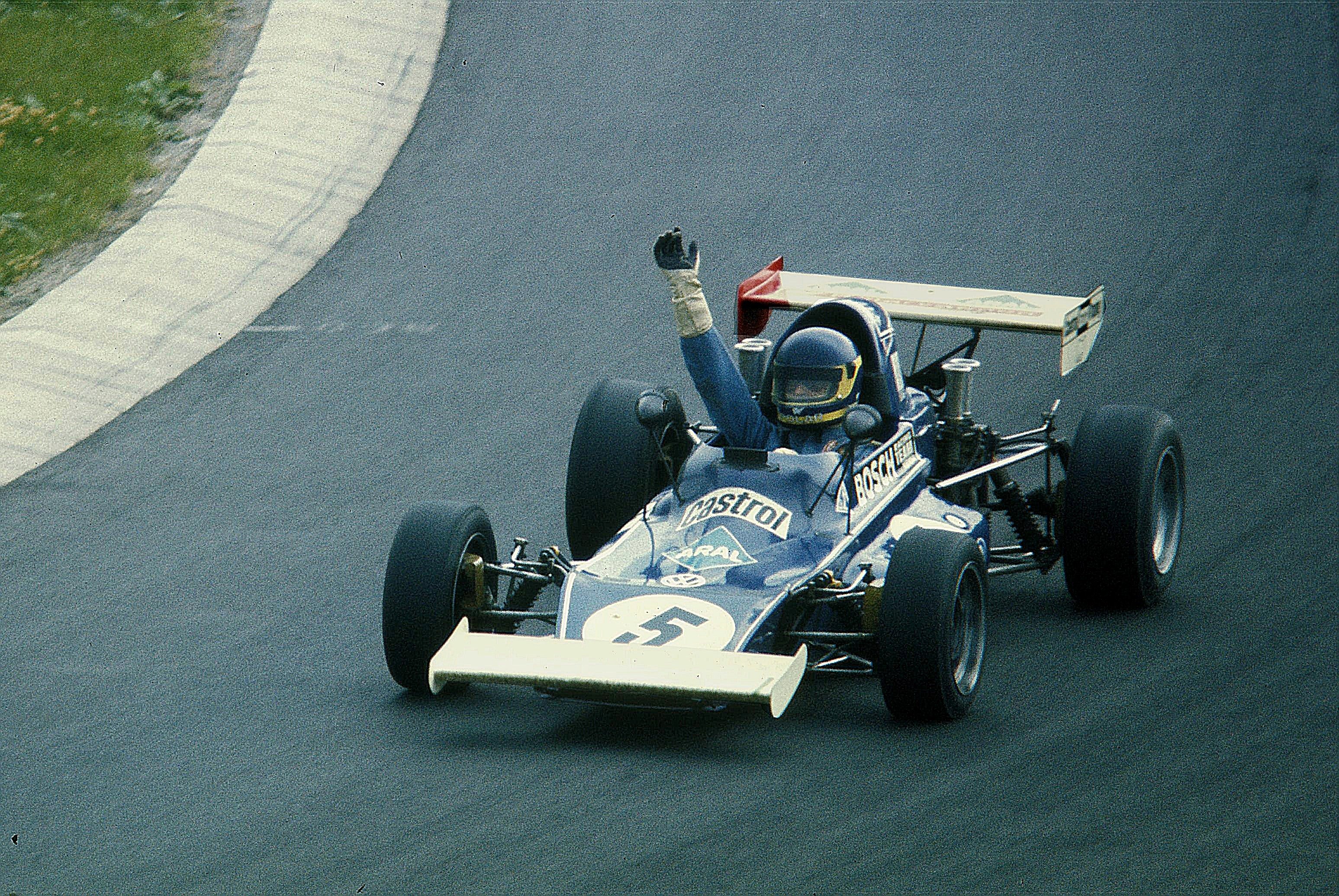
Kennerth Persson sur Kaimann, 1975.

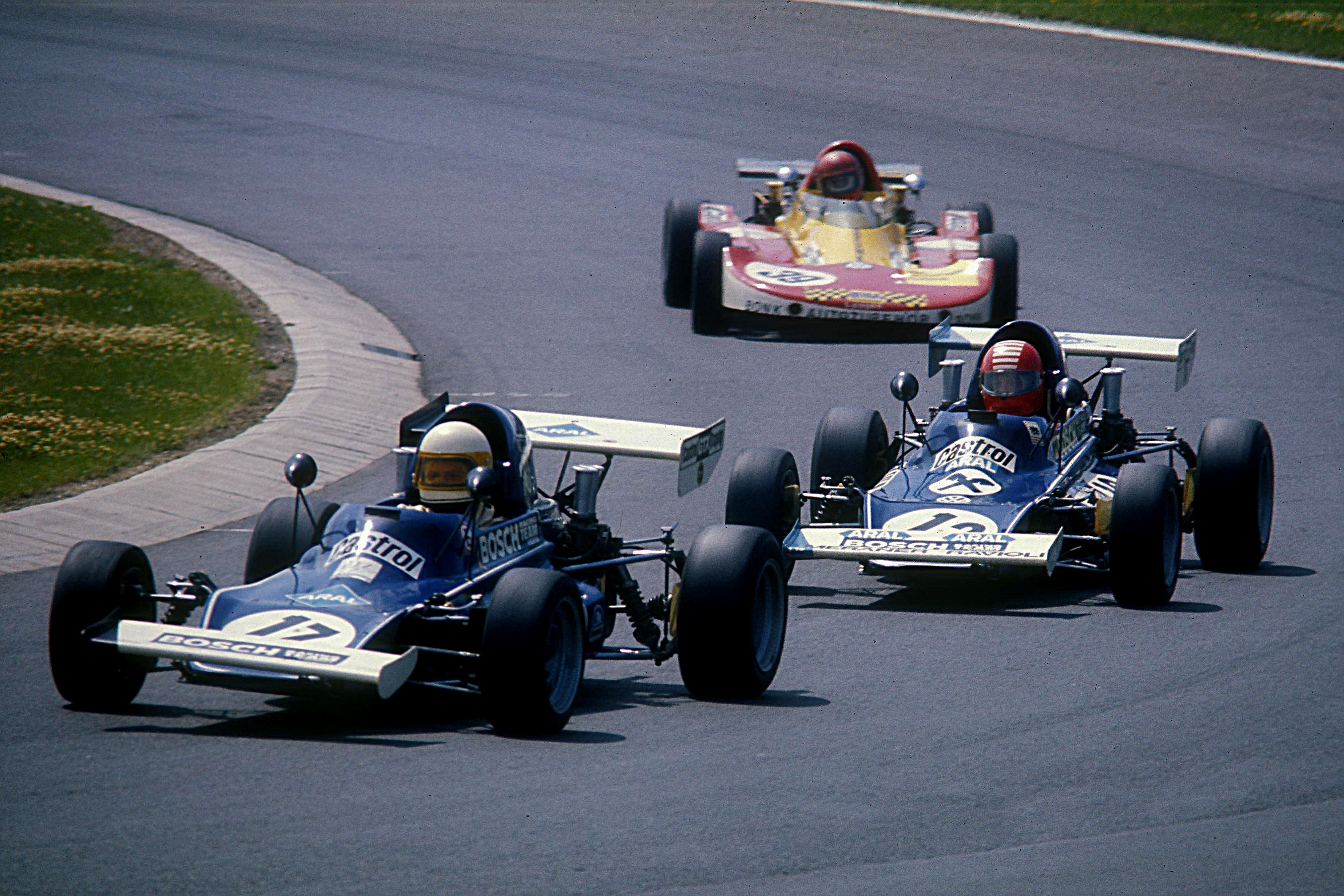
Nürburgring, toujours en 1975.

| Saison | Pilote           | Chassis        |
| ------ | ---------------- | -------------- |
| 1972   | Manfred Schurti  | Royale RP9     |
| 1973   | Kennerth Persson | Kaimann        |
| 1974   | Kennerth Persson | Kaimann        |
| 1975   | Keke Rosberg     | Kern-Kaimann   |
| 1976   | Mika Arpiainen   | Veemax Mk VIII |

### Championnat d'Allemagne
| Saison | Pilote         | Chassis        |
| ------ | -------------- | -------------- |
| 1977   | Dieter Engel   | Veemax Mk VIII |
| 1978   | Helmut Henzler | March 783      |

### Super Vau Gold Pokal (Europe)
| Saison | Pilote                  | Chassis        |
| ------ | ----------------------- | -------------- |
| 1971   | Erich Breinberg         | Austro Kaimann |
| 1972   | Manfred Schurti         | Royale RP9     |
| 1974   | Freddy Kottulinsky      | Lola T320      |
| 1975   | Mikko Kozarowitzky (en) | Lola T324      |
| 1976   | Mika Arpiainen          | Veemax Mk VII  |

### Championnat d'Europe
| Saison | Pilote         | Chassis   |
| ------ | -------------- | --------- |
| 1977   | Arie Luyendyk  | Lola T326 |
| 1978   | Helmut Henzler | March 783 |
| 1979   | John Nielsen   | Ralt RT1  |
| 1980   | John Nielsen   | Ralt RT5  |
| 1981   | John Nielsen   | Ralt RT5  |
| 1982   | Walter Lechner | Ralt RT5  |

### Brazil Super Vee
| Saison | Pilote             | Chassis |
| ------ | ------------------ | ------- |
| 1974   | Marcos Troncon     | Polar   |
| 1975   | Francisco Lameirao | Polar   |
| 1976   | Nelson Piquet      | Polar   |
| 1977   | Alfredo Guarana    | Polar   |
| 1978   | Alfredo Guarana    | Polar   |
| 1979   | Mauricio Chulam    | Polar   |
| 1980   | Castro Prado       | Polar   |